# Ekaterina Voronțova-Dașkova
Prințesa rusă Ekaterina Voronțova-Dașkova (în rusă Екатери́на Рома́новна Воронцо́ва-Да́шкова; n. 17/28 martie 1743, Sankt Petersburg, Imperiul Rus – d. 4/16 ianuarie 1810, Moscova, Imperiul Rus) a fost cea mai apropiată prietenă a împărătesei Ecaterina cea Mare și o figură importantă a iluminismului rus.

## Viața timpurie
Prințesa rusă Ekaterina Voronțova-Dașkova a fost a treia fiică a Contelui Roman Voronțov, un membru al Senatului. Unchiul ei, Mihail Ilarionovici, și fratele ei, Alexandr Romanovici, au deținut funcția de cancelari imperiali, iar Simion, celălalt frate al prințesei, a fost Ambasadorul Rusiei în Marea Britanie și un renumit anglofil. Ekaterina Voronțova-Dașkova a primit o educație excepțională , dând dovadă încă din tinerețe de reale abilități și gusturi care au deosebit-o de-a lungul carierei.  Ea era pricepută la matematică, pe care a studiat-o la Universitatea din Moscova. În literatura universală, autorii ei preferați au fost Bayle, Montesquieu, Boileau, Voltaire și Helvétius.

## Lovitura de stat a Ecaterinei
Încă de când era doar o fată, Ekaterina Voronțova-Dașkova avea relații cu Curtea Rusă și a devenit unul din liderii grupului care s-a alăturat marii Ducese Ecaterina Alexeevna.
Înainte să împlinească 16 ani, Ekaterina Voronțova-Dașkova s-a căsătorit cu Prințul Mihail Ivanovici Dașkov (1736–1764), un nobil rus al dinastiei Rurik, în februarie 1759, și a locuit cu el la Moscova. După moartea Prințului Dașkov, Ekaterina s-a dedicat copiilor ei, literaturii și politicii.
În 1762, Ekaterina Voronțova-Dașkova s-a dus la Sankt Petersburg și a condus lovitura de stat prin care Ecaterina a ajuns pe tron.

## Exilul și moartea
La ascensiunea Împăratului Pavel I, în 1796, Ekaterina Voronțova-Dașkova a fost privată de toate funcțiile sale și obligată să se retragă într-un sat mizer din guvernoratul Novgorod. După un timp, sentința a fost însă parțial abrogată la cererea prietenilor ei și Ekaterina Voronțova-Dașkova a putut să se mute într-o reședință din apropierea Moscovei, unde a și decedat, de altfel, în data de 15 ianuarie 1810.